# Liste der Naturdenkmale in Mengerschied
Die Liste der Naturdenkmale in Mengerschied nennt die im Gemeindegebiet von Mengerschied ausgewiesenen Naturdenkmale (Stand 13. Mai 2024).

## Naturdenkmale
| Nr.         | Bezeichnung                         | Lage                                         | Beschreibung | Bild                                    |
| ----------- | ----------------------------------- | -------------------------------------------- | ------------ | --------------------------------------- |
| ND-7140-074 | Eiche am Lametberg                  | Wildburger Straße, bei Nr. 15 Lage           | Quercus sp.  | Direkt Bild zu diesem Denkmal hochladen |
| ND-7140-075 | Eiche im Wilberloch beim Wasserwerk | östlich des Ortes; Abteilung Wilberloch Lage | Quercus sp.  | Direkt Bild zu diesem Denkmal hochladen |
| ND-7140-076 | Eiche im Stäbel                     | südlich des Ortes; Flur Stäbel Lage          | Quercus sp.  | Direkt Bild zu diesem Denkmal hochladen |
| ND-7140-077 | Eiche in der oberen Mausbach        | südlich des Ortes; Flur Obere Mausbach Lage  | Quercus sp.  | Direkt Bild zu diesem Denkmal hochladen |